# Klamath River
Der Klamath River ist ein 423 Kilometer langer Fluss im Süden Oregons und Norden Kaliforniens in den Vereinigten Staaten. Er entspringt im Naturraum der Basin-and-Range-Region im Regenschatten der Kaskadenkette. Anschließend durchbricht der Klamath River in einer tiefen Schlucht die Kaskadenkette in südwestlicher Richtung und durchfließt die Klamath Mountains an der Pazifikküste.

## Flusslauf
Der Klamath River beginnt am Ausfluss des Upper Klamath Lake bei Klamath Falls im Klamath County in Oregon. Der United States Geological Survey definiert jedoch als Beginn des Klamath River den kleinen Lake Ewauna, weil der knapp zwei Kilometer lange Abfluss des Upper Klamath Lake zum Lake Ewauna als Link River geführt wird. Das Einzugsgebiet des Upper Klamath Lakes liegt im Halbwüsten-Hochland am Rand des Großen Beckens. Geologisch handelt es sich bei der Region um einen Grabenbruch der Basin and Range-Provinz, der vor rund sechs Millionen Jahren bei einer Dehnung der Erdkruste entstand. Der Upper Klamath Lake ist der letzte Rest des pleistozänen Sees Lake Modoc, der in den Eiszeitaltern eine maximale Ausdehnung von 2850 km² hatte. Sein Einzugsgebiet besteht in einem ausgedehnten Teil der Basin and Range-Region, der sich über die Grenze nach Kalifornien erstreckt. Ursprünglich war dieses Gebiet trotz des geringen Niederschlags von flachen Wasserläufen, Niedermooren und Seggenrieden durchzogen. Das Sumpfland wurde seitdem großteils trockengelegt und wird heute intensiv landwirtschaftlich genutzt.
Die Kaskadenkette ist in ihrem südlichen Teil ein Hochplateau vulkanischen Ursprungs, aus dem sich einzelne, jüngere Vulkankegel erheben. Der Klamath River hat sein Bett in einer Schlucht durch das relativ weiche, vulkanische Gestein gegraben. In dieser Schlucht erreicht er Kalifornien und das Siskiyou County und durchfließt Copco Lake – benannt nach der California-Oregon Power Company, die den Stausee zur Stromerzeugung aufgestaut hat – und das anschließende Iron Gate Reservoir, einen weiteren Stausee. In einem trockenen Hochtal mündet der Shasta River vom Mount Shasta kommend, in den Klamath, der sich unmittelbar nach der Einmündung nach Westen wendet und die Täler der Klamath und Siskiyou Mountains durchfließt.
Im Humboldt County befindet sich der südlichste Abschnitt mit dem Zufluss Trinity River. Hier wendet sich der Fluss wieder nach Nordwesten, erreicht gerade noch das Del Norte County, wo er den Redwood-Nationalpark in zwei Hälften teilt und in den Pazifik mündet. Der Fluss selbst gehört nicht zum Nationalpark, allerdings beide Ufer.
Der Klamath River fließt durch die Heimat der Karok mit dem Hauptort Happy Camp. Die Indianerreservate der Hoopa und der Yurok befinden sich am Unterlauf in den Countys Humboldt und Del Norte.

## Geschichte
Der Name des Flusses kommt von dem indianischen Wort Klamet, das in etwa Schnelligkeit bedeutet. Es steht für den vergleichsweise unbeschwerlichen Weg durch das Flusstal, der gerne gewählt wurde, um die Kaskadenkette zu überqueren. Archäologische Funde beweisen, dass das Tal bereits vor über 7000 Jahren besiedelt war. Der Klamath River und seine Fischbestände gelten bei den in der Gegend beheimateten Ureinwohnervölkern als heilig.
Als erster Weißer kam der Trapper und Pelzhändler Jedediah Smith 1828 an den Klamath River. Er zog mit 20 Trappern und rund 300 Mulis vom mexikanischen California zu den Pelzhandelsstützpunkten der Hudson’s Bay Company am Columbia River. Im Rahmen des Kalifornischen Goldrausches wurde 1848 am Trinity River Gold gefunden und die Goldsucher folgten dem Fluss zum Klamath und diesem bis zum Pazifischen Ozean. 1849 wurden am Gold Bluff Beach nahe der Mündung geringe Mengen Gold gefunden, die aber schnell ausgebeutet waren. Das Eindringen der weißen Goldsucher in die Gebiete der Indianer führte zu Konflikten und der Verfolgung insbesondere der Yurok. 1850 wurde an der Mündung ein kleiner Militärposten eingerichtet.
Die kaum besiedelte Region am Fluss lebte über die folgenden Jahrzehnte von der Land- und Forstwirtschaft, bis ab der zweiten Hälfte des 20. Jahrhunderts der hohe Erholungswert der Landschaft zu einem Aufschwung des Tourismus führte.
In den 1960er-Jahren wurde die Errichtung eines Staudammes nur etwa zwanzig Kilometer oberhalb der Mündung des Klamath River in den Pazifik vorgeschlagen. Das Bauwerk sollte Ah Pah Dam heißen. Das dadurch entstandene Reservoir sollte der Wasserversorgung Südkaliforniens dienen. Die Idee wurde nie verwirklicht.
Der Klamath River gilt als wichtiges Habitat von Silberlachs, Königslachs und Regenbogenforelle. Ihr Lebensraum ist jedoch durch die Staudämme im Klamathtal stark eingeschränkt. Die Silberlachse (Oncorhynchus kisutch) gehören zur Liste der gefährdeten Arten des U.S. Endangered Species Act. 1963 wurde der größte Zufluss, der Trinity River, so gut wie entfernt. 90 Prozent des Wassers werden seitdem in das Sacramento Valley geleitet. Nur noch 4 Kubikmeter pro Sekunde des Trinity fließen in den Klamath River.
Im November 2022 wurde beschlossen vier Dämme des Flusses zu räumen, Ende  2024  soll der natürliche Zustand wieder hergestellt sein.

## Nutzung
In einer 930 Quadratkilometer großen Region unterhalb des Upper Klamath Lake dient der Fluss der Bewässerung und wird zur Speicherung von Wasser teilweise in den nahegelegenen Tule Lake und in das Clear Lake Reservoir geleitet. Das Bureau of Reclamation machte mit dem Projekt die ursprüngliche Halbwüste vielseitiger landwirtschaftlich nutzbar.
Im Jahr 2005 beantragte das Stromversorgungsunternehmen PacifiCorp bei der Bundesregierung eine neue Lizenz zur Errichtung von Talsperren im Klamathtal. Um den Oberlauf des Flusses als Lebensraum für Lachse zu erhalten, sprachen sich Umweltschützer gegen die Bauvorhaben aus. Die in der Gegend lebenden Ureinwohner, Naturschützer und Fischer befürworteten dagegen Rückbaumaßnahmen. Auf dem Klamath River soll nun die weltweit größte Damm-Entfernung stattfinden: Vier Stauwerke werden bis 2020 abgerissen, damit bedrohte Coho- und Chinook-Lachse (Silber- und Königslachse) wieder über 400 Kilometer weit zum Laichen in die Bergbäche schwimmen können. Zehn Jahre dauerte der Kampf zwischen Behörden und Umweltschützern, zwischen den vom Fischfang lebenden Indianern und Farmern, die Wasser für Acker und Vieh brauchen. Jetzt haben alle einen einmaligen Vertrag unterschrieben: Die Natur soll so  genutzt werden, dass die Fische im Klamath River und die Menschen an seinen Ufern in Harmonie leben können.
Der Abschnitt zwischen Klamath Falls in Oregon und knapp unterhalb des Iron Gate Reservoirs in Kalifornien mit etwas über 45 Kilometer ist als National Wild and Scenic River ausgewiesen, nahezu die ganze Länge des Klamath ist darüber hinaus ein Recreational River und gilt als hervorragendes Gebiet zum Kanuwandern in den ruhigeren Abschnitten und zum Rafting sowie Kajaking im Wildwasser.